# Phần cứng mạng máy tính
Phần cứng mạng máy tính hay thiết bị mạng máy tính là các thiết bị vật lý cần thiết cho giao tiếp và tương tác giữa các thiết bị trên mạng máy tính. Cụ thể, chúng trung gian dữ liệu trong mạng máy tính. Các đơn vị mà là thiết bị tiếp nhận cuối cùng hoặc tạo ra dữ liệu được gọi là máy chủ (host) hoặc thiết bị dữ liệu đầu cuối.

## Phân loại
Các thiết bị mạng bao gồm gateway, router, network bridge (Layer2 Switch), modem, wireless access point, cáp Ethernet, line driver, switch (chuyển mạch), ethernet hub, và Bộ lặp (repeater); và cũng có thể bao gồm các thiết bị mạng lai như Thiết bị chuyển mạch đa lớp, bộ chuyển đổi giao thức protocol converter, bridge router, máy chủ proxy, tường lửa, biên dịch địa chỉ mạng, bộ ghép kênh (multiplexer), card mạng, card mạng không dây, bộ điều hợp đầu cuối ISDN (ISDN terminal adapter) và các phần cứng liên quan khác.
Các loại phần cứng kết nối phổ biến nhất hiện nay là card mạng Ethernet dựa trên đồng, nó được tích hợp chuẩn vào hầu hết các hệ thống máy tính hiện đại. Mạng không dây đã trở nên ngày càng phổ biến, đặc biệt là đối với thiết bị dễ vận chuyển và cầm tay.
Các phần cứng mạng khác được sử dụng trong máy tính bao gồm các thiết bị trung tâm dữ liệu (như các máy chủ tập tin, máy chủ cơ sở dữ liệu và mạng SAN, các dịch vụ mạng (như DNS, DHCP, thư điện tử,...) cũng như các thiết bị đảm bảo cung cấp nội dung.
Nhìn rộng hơn, điện thoại di động, PDA (Thiết bị kỹ thuật số hỗ trợ cá nhân) và thậm chí máy nấu cà phê hiện đại cũng có thể được coi là phần cứng mạng. Khi các tiến bộ công nghệ và mạng dựa trên nền tảng IP được tích hợp vào việc xây dựng cơ sở hạ tầng và các tiện ích gia đình, phần cứng mạng sẽ trở thành một thuật ngữ không rõ ràng do số lượng các thiết bị đầu cuối "mạng" có khả năng tăng lên rất nhiều.